# 巨駝屬
巨駝屬為已滅絕的駱駝，棲息於10.3—4.9百萬年前，中新世至上新世的北美洲。
巨駝為體型最大的駱駝之一，其他巨型駱駝則包括Megatylopus、大駝與巨副駝。

## 分類學
巨駝屬的學名「Megacamelus」最早由弗里克於1929年命名，並由弗里克與哈尼分類至駱駝科之下。

## 化石出土地點
巨駝的化石發現於內布拉斯加州、愛達荷州及南加利福尼亞州。